# Terre sans pain
Pour plus de détails, voir Fiche technique et Distribution.
Terre sans pain (Las Hurdes, tierra sin pan) est un film documentaire franco-espagnol réalisé par Luis Buñuel en 1932. Il se revendique comme étant un « essai cinématographique de géographie humaine ». Tableau de la misère endémique de l'Estrémadure, le film, montré en privé en 1933, est censuré par la jeune République mais sort à Paris en 1937.

## Synopsis
Seul film documentaire de Luis Buñuel, tourné en avril et mai 1932 dans la région des Hurdes (Estrémadure), à partir de la thèse ethnographique de Maurice Legendre, directeur de la Casa de Velázquez à Madrid, Las Jurdes : étude de géographie humaine (1927), Terre sans pain ne fut sonorisé qu’en 1937, puis à nouveau en 1965 lorsque Buñuel décida, avec son producteur Pierre Braunberger, de diffuser une version non censurée du film. Remarquable par son sujet peu traité à l’époque (la misère en milieu rural), par son montage (fait par Buñuel « sur une table de cuisine, à Madrid »), par l'usage du gros plan et de la piste sonore, ainsi que par la place assignée au spectateur par le film, le film continue à surprendre aujourd’hui encore.

## Tournage
Buñuel a reconstitué certaines scènes du film en les mettant en scène afin de créer une forte impression dans le public. Ainsi, la chèvre qui meurt d'une chute « accidentelle » a en fait été tuée d'un coup de fusil, comme le montre la fumée visible au bord de l'image. Un Hurdano a de plus affirmé qu'il s'était arrangé pour qu'un âne malade soit couvert de miel afin qu'il puisse être filmé pendant qu'il était piqué à mort par des abeilles. Enfin, le documentariste Ramon Gieling expliquait en 2000 que la scène du bébé mort, a aussi l'air suspicieuse, comme si l'enfant dormait. Cependant, malgré toutes ses distorsions, Gieling est convaincu que le film a eu un effet positif sur la vie des Hurdanos.

## Fiche technique
- Titre original : Las Hurdes, tierra sin pan
- Titre français : Terre sans pain
- Réalisation et scénario : Luis Buñuel
  - Assistants : Pierre Unik, Sánchez Ventura (es)
- Textes du commentaire : Pierre Unik et Julio Acín
- Musique : Symphonie nº 4 de Brahms
- Photographie : Éli Lotar
- Montage : Luis Buñuel
- Postproduction et sonorisation : Pierre Braunberger et Charles Goldblatt, 1937
- Production : Ramón Acín, Luis Buñuel
- Pays de production :  Espagne,  France
- Tournage : 20 avril - 24 mai 1932
- Format : noir et blanc – 1,33:1
- Genre : documentaire
- Durée : 27 minutes
- Première projection : 1933, projeté muet et commenté au micro par Buñuel ; sortie publique Paris, 1937

## Distribution
- Abel Jacquin (voix)
- Alexandre O'Neill (voix)

## Production
Buñuel a décrit les conditions particulières de production du film : « J'ai pu filmer Las Hurdes grâce à Ramón Acín, un anarchiste de Huesca, professeur de dessin qui, un jour, dans un café de Saragosse, me dit : « Luis, si un jour je gagne à la loterie, je te paierai un film. » Il gagna cent mille pesetas à la loterie et m'en donna vingt mille pour faire le film.[...] Pierre Unik est venu, engagé par Vogue pour faire un reportage ; et Éli Lotar est arrivé avec une caméra prêtée par Yves Allégret. »
« J'ai pu rendre l'argent du film, finalement, aux deux filles de Ramón Acín, après sa mort. »

## Commentaire
« Le secret de Buñuel, son rapport personnel à ce qu'il filme, réside dans le choix de son accompagnement musical, la 4ème Symphonie de Brahms que Buñuel disait écouter pendant le montage. Un chien andalou déjà était traversé par des extraits de Tristan et Iseult de Wagner. Musiques passionnées, grandiloquentes, pleines de sentiments exacerbés, qui disent exactement la sincérité avec laquelle Buñuel s’exprimait sur ce monde. Las Hurdes n’est pas un film de voyeur, ni un film pour les voyeurs : c’est un film tourmenté par les contradictions sociales et individuelles. »

— Mehdi Benallal, in Le Petit Journal du festival du Cinéma du Réel (2005)

## Autour du film
Le CRDP de l'académie de Lyon a édité un double DVD comprenant la version complète du film (1965) et la version censurée (1936). Cet outil pédagogique détaille et analyse le contexte de ce film grâce de nombreuses ressources : articles de presse, documents historiques rares…
En 2018, Salvador Simó a réalisé un film d'animation, Buñuel après l'âge d'or, qui retrace notamment l'histoire du tournage de Terre sans pain. Bien qu'étant majoritairement une reconstitution animée, le montage inclut certains véritables plans de Terre sans pain.